# Juan Rodríguez Vega
Juan Rodríguez Vega (16. ledna 1944, Santiago de Chile – 1. září 2021) byl chilský fotbalista, obránce. Zemřel 1. září 2021 ve věku 77 let na rakovinu.

## Klubová kariéra
Profesionálně hrál v chilskou ligu za Club Universidad de Chile, Unión Española, Colo-Colo a Coquimbo Unido a mexickou ligu za Atlético Español. S Club Universidad de Chile vyhrál čtyříkrát chilskou ligu. V Poháru osvoboditelů nastoupil ve 34 utkáních.

## Reprezentační kariéra
Za reprezentaci Chile nastoupil v letech 1968–1974 ve 24 reprezentačních utkáních. Reprezentoval Chile na Mistrovství světa ve fotbale 1974 v Německu, nastoupil v 1 utkání.